# Източно Измайлово (район на Москва)
Източно Измайлово е административен район на Източен окръг в Москва.